# 北陸電力サッカー部アローズ北陸
北陸電力サッカー部アローズ北陸（ほくりくでんりょくサッカーぶ アローズほくりく）は、かつて存在した日本のサッカークラブ。呼称はアローズ北陸（英語: ALO's Hokuriku）。北陸電力のサッカー部として1990年に創部。1996年から「アローズ北陸」の愛称を用いた。富山県富山市を本拠地としていた。
YKK APサッカー部と共に、日本プロサッカーリーグ（Jリーグ）に加盟するカターレ富山の前身となったクラブである。

## 歴史

### 創設～2004年
1990年に北陸電力サッカー部として創設。1993年、天皇杯の北信越予選で優勝して第73回天皇杯全日本サッカー選手権大会に初出場した。1994年から北信越フットボールリーグに昇格した。1996年に地域に密着することを目的として呼称をアローズ北陸とした。アローズ（ALO's）はアンテロープ（英語: ANTELOPES、カモシカの意）の造語である。
1999年、全国地域リーグ決勝大会で優勝。2000年から日本フットボールリーグ（JFL）に参加。2001年から2002年にかけてJFLワーストである27試合連続未勝利を記録している。

### 2005年
2005年シーズン序盤は中位に甘んじていたが、徳島ヴォルティスから原田慎太郎を期限付き移籍で獲得してからチームの調子が上昇した。
天皇杯県予選を兼ねた富山県サッカー選手権大会の決勝でYKK APサッカー部に2点を先取され、さらにMFの山本翔平がレッドカードで退場するという苦しい展開でありながらも後半アディショナルタイムにDF三好拓児のゴールで追いついた。そして延長前半にFW石橋直希が勝ち越しゴールを挙げ、逆転勝利を挙げた。本大会でも3回戦でJ2の湘南ベルマーレに勝利。4回戦ではJ1の名古屋グランパスエイトに0-1で惜敗。後半には北川佳男のシュートがゴールポストを直撃するなど惜しい場面もあり、最後までJ1の名古屋相手に見せ場もつくったが、あと一歩及ばなかった。なお、富山県総合運動公園陸上競技場には雨の中10,312人の入場者が訪れた。
その後、JFLリーグ戦では残り2試合の段階まで優勝の可能性を残したが、上位2チームにかわされて、結局愛媛FC、YKK APに次ぐ3位となった。

### 2006年
2006年シーズンは初優勝を射程圏内にとらえてスタートした。開幕から6連勝でスタートし、その後も無敗記録は9節に佐川急便大阪SCに敗れるまで続いた。この期間で喫した失点は僅か4失点、さらに9試合中7試合で完封試合を記録した。リーグ後半は思うように白星を重ねられなくなり最終順位は8位。FWの北川佳男が22得点を挙げた。富山県サッカー選手権大会はYKK APに延長戦で敗れて天皇杯出場を逃した。シーズン終了後に草木克洋が監督を退任。また、主力選手数人が退団や引退した。

### 2007年
レギュラークラスの選手が大幅に抜けた一方、佐川印刷から石田英之が移籍するなど24人中12人の新加入選手を迎えた。リーグ戦は石田が17得点を挙げ、さらに若手選手の躍進により、連携不足を解消させて4位の成績。
9月10日、黒部市を本拠地とするYKK APサッカー部と2008年度より統合し、富山県サッカー協会が提唱する「富山県民サッカークラブチーム」構想に参画すると発表した。11月12日にチーム名称が「カターレ富山」に決まった。

## 成績
| 年   | 所属      | 順位 | 勝点 | 試合 | 勝 | 分 | 敗 | 得点 | 失点 | 差  | 天皇杯       | 備考                       |
| 1990 | 富山県3部 | 優勝 |      |      |    |    | 0  |      |      |     | 地区予選敗退 |                            |
| 1991 | 富山県2部 | 優勝 |      |      |    |    | 0  |      |      |     | 地区予選敗退 |                            |
| 1992 | 富山県1部 | 優勝 |      |      |    |    |    |      |      |     | 地区予選敗退 |                            |
| 1993 | 北信越    | 2位  | 15   | 9    | 6  | 3  | 0  | 28   | 12   | 16  | 1回戦敗退    |                            |
| 1994 | 北信越    | 優勝 | 18   | 9    | 9  | 0  | 0  | 33   | 4    | 29  | 1回戦敗退    |                            |
| 1995 | 北信越    | 2位  | 24   | 9    | 8  | 0  | 1  | 29   | 7    | 22  | 1回戦敗退    | 国体優勝                   |
| 1996 | 北信越    | 2位  | 25   | 9    | 8  | 1  | 0  | 37   | 4    | 33  | 県予選敗退   |                            |
| 1997 | 北信越    | 2位  | 22   | 9    | 7  | 1  | 1  | 35   | 5    | 30  | 1回戦敗退    |                            |
| 1998 | 北信越    | 優勝 | 22   | 8    | 6  | 2  | 0  | 26   | 7    | 19  | 県予選敗退   |                            |
| 1999 | 北信越    | 2位  | 22   | 9    | 8  | 1  | 0  | 31   | 7    | 24  | 2回戦敗退    | うち1勝はPK勝ち 国体準優勝 |
| 2000 | JFL       | 8位  | 22   | 22   | 8  | 0  | 14 | 26   | 49   | -23 | 県予選敗退   | とやま国体優勝             |
| 2001 | JFL       | 15位 | 19   | 30   | 4  | 7  | 19 | 28   | 57   | -29 | 2回戦敗退    | リーグ最小得点             |
| 2002 | JFL       | 14位 | 15   | 17   | 3  | 6  | 8  | 16   | 34   | -18 | 県予選敗退   |                            |
| 2003 | JFL       | 14位 | 27   | 30   | 7  | 6  | 17 | 23   | 47   | -24 | 3回戦敗退    | リーグ最小得点             |
| 2004 | JFL       | 10位 | 37   | 30   | 10 | 7  | 13 | 46   | 52   | -6  | 3回戦敗退    |                            |
| 2005 | JFL       | 3位  | 61   | 30   | 19 | 4  | 7  | 52   | 26   | 26  | 4回戦敗退    | リーグ最小失点             |
| 2006 | JFL       | 8位  | 57   | 34   | 16 | 9  | 9  | 53   | 30   | 23  | 県予選敗退   | 国体優勝                   |
| 2007 | JFL       | 4位  | 59   | 34   | 16 | 11 | 7  | 50   | 35   | 15  | 3回戦敗退    |                            |

## タイトル

### リーグ戦
- 日本フットボールリーグ
  - 3位：1回（2005)
- 北信越フットボールリーグ1部
  - 優勝：2回 (1994, 1998)
  - 準優勝：5回（1993, 1995, 1996, 1997, 1999)
- 富山県フットボールリーグ1部
  - 優勝：1回 (1992)

### カップ戦
- 全国地域リーグ決勝大会
  - 優勝：1回（1999)
- 全国社会人サッカー選手権大会
  - 準優勝：1回（1994)
- 富山県サッカー選手権大会（兼天皇杯富山県予選）
  - 優勝：7回（1997, 1999, 2001, 2003, 2004, 2005, 2007）
  - 準優勝：5回 (1996, 1998, 2000, 2002, 2006)

## ユニフォームサプライヤ
- ミズノ

## 年度別入場者数
略記について
- 入場者数の太字は歴代最多および歴代最少。
- 試合数および観客入場者数データはリーグ戦のみ

| 年度 | 所属 | 合計 入場者数 |          | 最多入場者数 | 最多入場者数 | 最多入場者数 |          | 最少入場者数 | 最少入場者数 | 最少入場者数 |                                                     | 平均 入場者数 | 試合数 | ホームゲーム 開催スタジアム                   |
| 年度 | 所属 | 合計 入場者数 | 入場者数 | 相手         | 会場         | 入場者数     | 相手     | 会場         |              |              |                                                     | 平均 入場者数 | 試合数 | ホームゲーム 開催スタジアム                   |
| ---- | ---- | ------------- | -------- | ------------ | ------------ | ------------ | -------- | ------------ | ------------ | ------------ | --------------------------------------------------- | ------------- | ------ | --------------------------------------------- |
| 2000 | JFL  | 5,320         |          | 1,602        | 横浜FC       | 五福         |          | 260          | 静産大       | 岩瀬         |                                                     | 484           | 11     | 岩瀬4、高岡3、五福2、金沢市民1、福井テクノ1、 |
| 2002 | JFL  | 6,380         | 1,801    | YKK          | 岩瀬         | 180          | 静産大   | 高岡         | 426          | 15           | 五福5、高岡4、岩瀬4、金沢市民1、福井テクノ1         |               |        |                                               |
| 2002 | JFL  | 2,716         | 501      | デンソー     | 岩瀬         | 202          | ソニー   | 福井テクノ   | 340          | 8            | 岩瀬3、高岡2、五福1、加賀市陸1、福井テクノ1         |               |        |                                               |
| 2003 | JFL  | 8,526         | 788      | 栃木SC       | 岩瀬         | 155          | 佐川印刷 | 五福         | 569          | 15           | 岩瀬4、高岡4、五福3、富山2、金沢市民1、福井テクノ1  |               |        |                                               |
| 2004 | JFL  | 9,426         | 1,227    | デンソー     | 富山         | 267          | 横河     | 五福         | 629          | 15           | 富山5、岩瀬3、高岡3、五福2、金沢市民1、福井テクノ1  |               |        |                                               |
| 2005 | JFL  | 9,950         | 2,005    | YKK          | 富山         | 281          | SC鳥取   | 岩瀬         | 664          | 15           | 富山6、岩瀬3、五福2、高岡2、金沢市民1、福井テクノ1  |               |        |                                               |
| 2006 | JFL  | 9,920         | 1,536    | YKK          | 富山         | 283          | 佐川印刷 | 富山         | 584          | 17           | 富山8、五福3、高岡3、岩瀬1、金沢市民1、福井テクノ1  |               |        |                                               |
| 2007 | JFL  | 11,025        | 2,555    | ジェフR      | 富山         | 130          | 鳥取     | 富山         | 649          | 17           | 富山10、五福2、岩瀬2、高岡1、金沢市民1、福井テクノ1 |               |        |                                               |